# Ipiales
Ipiales är en kommun och stad i Colombia.   Den ligger i departementet Nariño, i den sydvästra delen av landet, vid gränsen mot Ecuador, 600 km sydväst om huvudstaden Bogotá. Antalet invånare i kommunen är 109 116.
Centralorten hade 81 018 invånare år 2008.